# Åseda
Åseda ist eine Ortschaft (Tätort) in der schwedischen Provinz Kronobergs län und Hauptort der Gemeinde Uppvidinge.
Zuerst gab es hier nur eine Kirche, deren Ursprung im 12. Jahrhundert liegt. Der Name des Platzes, der 1345 erstmals in einer Schrift dokumentiert ist, änderte sich im Laufe der Jahrhunderte von Aseda über Aaseda, Oseda und Åsheda zur heutigen Bezeichnung.

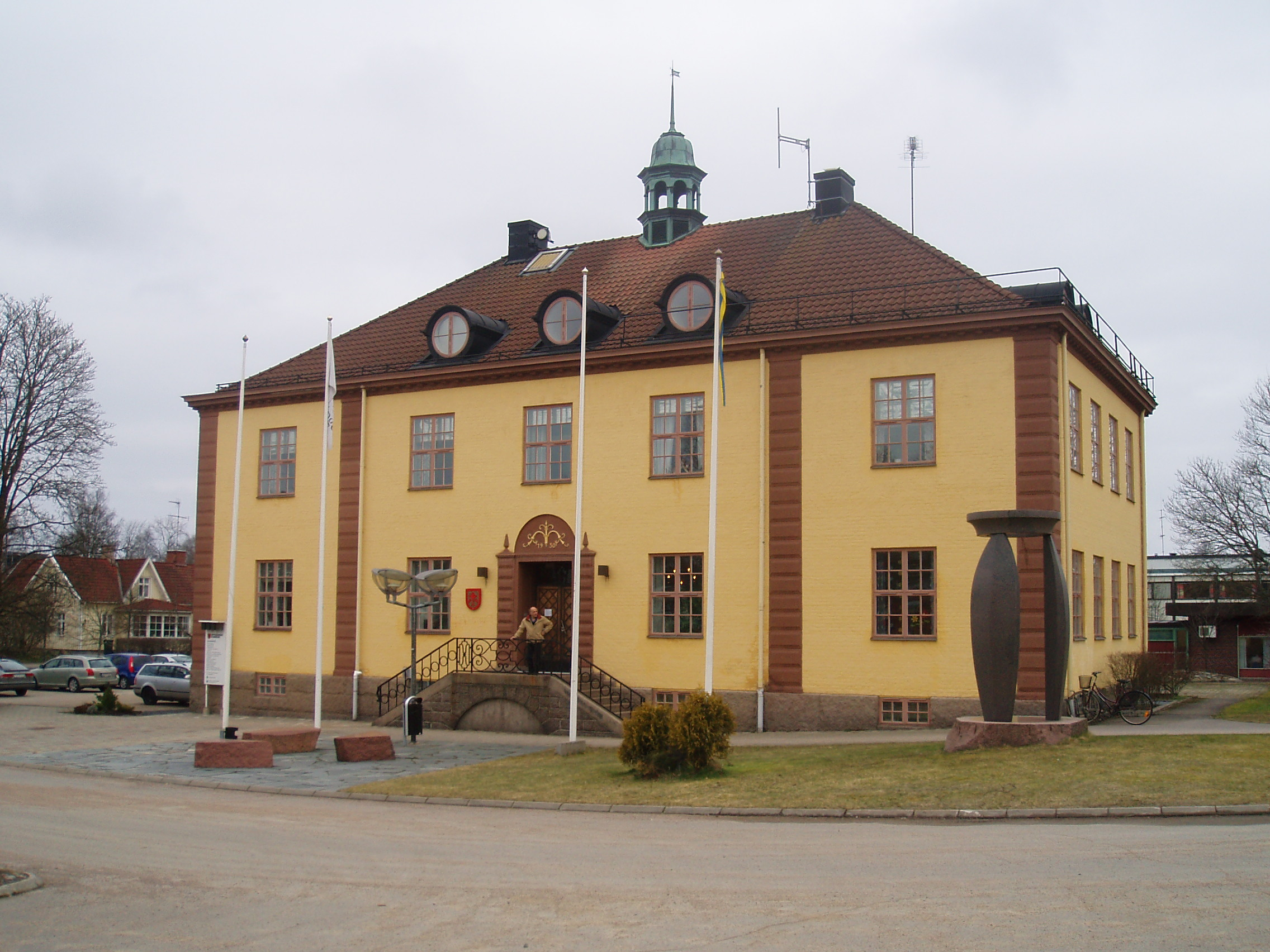
Rathaus der Gemeinde Uppvidinge in Åseda

Der eigentliche Ort ist noch sehr jung und hat seine Entwicklung einem Eisenbahnknotenpunkt zu verdanken, wo sich die Strecke Nässjö–Sävsjöström–Nybro mit der Schmalspurbahn Växjö–Klaveström–Viserum–Hultsfred kreuzt. In seiner Blütezeit hatte der Ort über 100 Beschäftigte bei der Bahn. Nach und nach entstanden am Knotenpunkt verschiedene Betriebe, zum Beispiel eine Meierei, die 2004 stillgelegt wurde, mehrere Tischlereien und andere holzverarbeitende Industrien. Eine weitere geplante Schmalspurbahn von Mönsterås wurde nur bis Fagerhult fertiggestellt, trug aber bis zu ihrer Stilllegung die Bezeichnung Mönsterås–Åseda–Linie.
In neuerer Zeit verschwanden die meisten Gleise. Die südliche Strecke nach Nybro wurde in den 1990er Jahren abgerissen, der südwestliche Zweig nach Växjö wurde 2001 abgebaut und die Einstellung der nördlichen Linie nach Nässjö erfolgte 2002. Heute erfolgt nur noch eine sporadische Nutzung der Schmalspurbahn nach Hultsfred.
Åseda hatte schon ab 1910 als Municipalsamhälle verwaltungstechnische Aufgaben und wurde 1942 zur Minderstadt (Köping). Seit 1971 ist Åseda der Hauptort der Gemeinde Uppvidinge, doch verschiedene Ämter sind in den Orten Lenhovda und Älghult ansässig.

## Persönlichkeiten
- Otto Folin (1867–1934), Biochemiker und Hochschullehrer